# Clarence Saunders (athlétisme)
Pour les articles homonymes, voir Clarence Saunders (homonymie) et Saunders.
Clarence Nicholas « Nick » Saunders (né le 14 septembre 1963 à Paget) est un athlète bermudien spécialiste du saut en hauteur. Son titre majeur est celui qu'il a obtenu en 1990 aux Jeux du Commonwealth en établissant un record à 2,36 m.

## Biographie
Au début des années 1980, avant de se consacrer pleinement au saut en hauteur, Nick Saunders pratique aussi le triple saut et le sprint, obtenant des résultats probants lors des Jeux de la CARIFTA (1 podium au 200 mètres et 3 en hauteur), ainsi que dans les compétitions qu'il dispute avec l'université de Boston.
Il remporte une médaille d'argent aux championnats d'Amérique centrale et des Caraïbes en 1981, après celles obtenues par son compatriote Clark Godwin en 1975 et 1977. Il obtient deux nouveaux podiums en 1983 et 1985, avant de remporter le titre en 1987, avec un saut à 2,26 m, prenant le meilleur sur le Cubain Juan Francisco Centelles.
En 1983, il franchit pour la première fois une barre à 2,30 m, lors d'une compétition en salle à Princeton. À l'Universiade d'Edmonton, il termine à la troisième place derrière le Soviétique  Igor Paklin et le Belge Eddy Annys. Sélectionné pour les championnats du monde, il échoue au stade des qualifications. Mais lors de la deuxième édition, en 1987, il termine cinquième avec un record national à 2,32 m.
Devenu compétitif au plus haut niveau, Nick Saunders réalise une année 1988 dense en performances. Il bat son record national d'un centimètre une première fois à Kvarnsveden en juin, derrière le Cubain Javier Sotomayor mais devant le Suédois Patrik Sjöberg, et une deuxième fois à Séoul lors des Jeux olympiques pour atteindre la 5e place avec une performance de 2,34 m réussie au premier essai, dans un contexte relevé, avec 6 athlètes qui ont tenté une barre à 2,38 m.
En 1989, il établit sa meilleure performance en salle, avec 2,35 m réalisés à Hamilton. En 1990 il connaît la consécration lors des Jeux du Commonwealth. Avec 2,36 m, il bat l'Anglais Dalton Grant qui doit se contenter de 2,34 m. Les deux hommes surclassent l'ancien record des Jeux, 2,31 m réalisés par le Canadien Milton Ottey et le Bahaméen Stephen Wray en 1982 à Brisbane, lorsque Saunders avait déjà remporté la médaille de bronze. Avant Saunders, seul John Morbey avait remporté une médaille pour les Bermudes lors de Jeux du Commonwealth.
En 1992, il dispute sa dernière grande compétition en participant à ses troisièmes Jeux olympiques, après 1984 et 1988 où il fut porte-drapeau, mais ne parvient pas à franchir les qualifications.

### Palmarès
| Date | Compétition                                      | Lieu           | Résultat | Performance |
| ---- | ------------------------------------------------ | -------------- | -------- | ----------- |
| 1981 | Championnats d'Amérique centrale et des Caraïbes | Saint-Domingue | 2e       | 2,22 m      |
| 1982 | Jeux du Commonwealth                             | Brisbane       | 3e       | 2,19 m      |
| 1982 | Jeux d'Amérique centrale et des Caraïbes         | La Havane      | 3e       | 2,17 m      |
| 1983 | Championnats d'Amérique centrale et des Caraïbes | La Havane      | 2e       | 2,19 m      |
| 1983 | Universiade                                      | Edmonton       | 3e       | 2,26 m      |
| 1985 | Championnats d'Amérique centrale et des Caraïbes | Nassau         | 3e       | 2,14 m      |
| 1987 | Championnats d'Amérique centrale et des Caraïbes | Caracas        | 1er      | 2,26 m      |
| 1987 | Championnats du monde                            | Rome           | 5e       | 2,32 m (RN) |
| 1988 | Jeux olympiques                                  | Séoul          | 5e       | 2,34 m (RN) |
| 1990 | Jeux du Commonwealth                             | Auckland       | 1er      | 2,36 m (RN) |

### Records
| Épreuve                     | Performance  | Lieu     | Date             |
| --------------------------- | ------------ | -------- | ---------------- |
| Saut en hauteur (plein air) | 2,36 m (RN)  | Auckland | 1er février 1990 |
| Saut en hauteur (salle)     | 2,35 m       | Hamilton | 13 janvier 1989  |
| 400 mètres haies            | 53,03 s (RN) | Dedham   | 24 juin 1994     |